# LV-426
LV-426, noto anche come Acheron, è un satellite immaginario della saga fantascientifica di Alien. Si tratta di una delle tre lune del pianeta Calpamos nel sistema Zeta2 Reticuli ed è situata ad una distanza di 39 anni luce dalla Terra.

## Oltre le scene

### Nome
Nel film Alien la luna non ha un nome. In Aliens - Scontro finale viene rivelato che il suo nome è LV-426. Nella  trasposizione letteraria del film viene affermato che la luna è ora conosciuta come Acheron. Lo stesso regista James Cameron ha chiamato il pianeta Acheron nel corso di un'intervista affermando che questo nome potrebbe essere stato dato da uno dei coloni. Il nome Acheron è stato riusato nella  trasposizione letteraria di Alien³, anche se, nelle prime edizioni, è stato più volte scritto erratamente "Archeron". Nella trasposizione letteraria di Alien - La clonazione è stato invece riutilizzato il nome "LV-426".
Nella cronologia presente sul sito della Weyland Corp, sito creato come parte della pubblicità per il film Prometheus, il nome della luna viene ufficializzato in Acheron LV-426.

## Curiosità
- Nella sceneggiatura originale e nella trasposizione letteraria di Alien il diametro della luna è indicato come di soli 1.200 km.[3]  In Colonial Marines Technical Manual le dimensioni della luna sono state modificate nei più realistici 12.201 km di diametro.
- Prima della realizzazione del film Prometheus l'LV-426 risultava essere la seconda luna del pianeta Zeta2 Reticuli IV, quarto pianeta della stella Zeta2 Reticuli. Con l'uscita di Prometheus è divenuta una delle tre lune del pianeta Calpamos nel sistema Zeta2 Reticuli.
- Un pianeta chiamato "LV426" appare nel videogioco Mass Effect: Infiltrator in omaggio alla saga di Alien.

## Apparizioni
- Alien (Alien) (film)
- Alien (Alien) (romanzo)
- Alien (Alien) (fumetto)
- Aliens: Apocalisse - Gli angeli della distruzione (Aliens: Apocalypse - The Destroying Angels) (menzionato indirettamente)
- Aliens - Scontro finale (Aliens) (film)
- Aliens - Scontro finale (Aliens) (romanzo)
- Aliens: Newt's Tale
- Alien³ (Alien³) (romanzo) (menzionato)
- Aliens: Colonial Marines Technical Manual
- Aliens. Il nido sulla Terra (Aliens: Earth Hive) (menzionato)
- Aliens. Incubo (Aliens: Nightmare Asylum) (menzionato)
- Aliens: The Female War (menzionato)
- Alien - La clonazione (Alien Resurrection) (romanzo) (menzionato)
- Aliens vs. Predator (Aliens vs. Predator) (videogioco) (menzionato)
- Aliens: Colonial Marines/Stasis Interrupted (videogioco)
- Alien: Isolation (Alien: Isolation) (videogioco)
- Alien: Isolation (fumetto)
- Alien: Sea of Sorrows (menzionato)
- Prometheus: Fire and Stone (menzionato)
- Aliens: Fire and Stone
- Alien: River of Pain